# Andrew Richardson (judoka)
Andrew Richardson (4 de noviembre de 1955) es un deportista australiano que compitió en judo. Ganó dos medallas en el Campeonato de Oceanía de Judo de 1979, oro en –86 kg y bronce en la categoría abierta.

## Palmarés internacional
| Campeonato de Oceanía | Campeonato de Oceanía   | Campeonato de Oceanía | Campeonato de Oceanía |
| Año                   | Lugar                   | Medalla               | Categoría             |
| --------------------- | ----------------------- | --------------------- | --------------------- |
| 1979                  | Rotorua (Nueva Zelanda) | Medalla de oro        | –86 kg                |
| 1979                  | Rotorua (Nueva Zelanda) | Medalla de bronce     | Abierta               |